# Abdur Rahman Biswas
Abdur Rahman Biswas (1 de setembro de 1926 - Daca, 3 de novembro de 2017) foi o 11.º Presidente do Bangladesh nos anos de 1991 a 1996.

## Primeiros anos e educação
Biswas nasceu na aldeia de Shaistabad, Distrito de Barisal. Ele se formou na Universidade de Daca, onde obteve um BA em história com menção honrosa e um MA em história e uma licenciatura em direito. Seu serviço público subsequente incluiu presidir um banco cooperativo local e o patrocínio de iniciativas educacionais.

## Carreira política
Biswas foi eleito como representante na Assembleia Legislativa do Paquistão Oriental em 1962 e 1965. Em 1967, ele representou o Paquistão na Assembleia Geral da ONU. O Bangladesh realizou eleições gerais em 1979 em que Biswas obteve um assento no seu parlamento (Jatiyo Sangsad). Ele ocupou cargos em seus ministérios. Seu assento no parlamento seria confirmado durante a eleição 1991 e logo em seguida foi escolhido como presidente do Parlamento.  Venceria as eleições de outubro de 1991 para presidente.
Sua gestão como presidente do governo provisório do Bangladesh viu desafios dos militares; de acordo com a Banglapedia, ele lidou com esses desafios "com firmeza", onde demitiu o chefe do exército, o tenente-general Abu Saleh Mohammad Nasim.
| Cargos políticos                          | Cargos políticos                   | Cargos políticos                |
| ----------------------------------------- | ---------------------------------- | ------------------------------- |
| Precedido por: Shahabuddin Ahmed interino | Presidente do Bangladesh 1991–1996 | Sucedido por: Shahabuddin Ahmed |